# Шульски, Абрам
Абрам Шульски (англ. Abram Shulsky) — американский политик, учёный, неоконсерватор. Работал в правительстве США, Корпорации RAND и Институте Хадсона. Работал директором департамента специального планирования, подразделения Пентагона, функции которого напоминали Группу B, подразделения сравнительного анализа ЦРУ из 1970-х годов. В преддверии вторжения в Ирак в 2003 году Шульски утвердил доклад департамента с тезисами об иракской ядерной программе и терроризме. Шульски скептически относился к традиционному анализу разведывательной информации, который основывается на социально-научных методах, и независимым разведывательным агентствам. Шульски склонялся к модели военной разведки, которая могла быть использована для поддержки политики, поскольку по словам Шульски: «истина не является целью» операций разведки, а только «победа».

## Образование и карьера
Шульски получил степень бакалавра по математике в Корелльском университете, а степени магистра и PhD в политических науках в Университете Чикаго. В Корнелле и Чикаго он жил в одной комнате с Полом Вулфовицем. Шульски получил докторскую степень под научным руководством политического философа Лео Штрауса. Относится к неоконсервативным философам и штрауссианцам.
В начале 1980-х годов Шульски работал в Комитете Сената США по разведке. Он работал под руководством заместителя министра обороны Ричарда Перла в администрации Рейгана, а позднее в Корпорации RAND. Далее он работал в Управлении общих оценок (Office of Net Assessment) Министерства обороны США, мозговом центре Пентагона. В преддверии вторжения в Ирак в 2003 году Шульски был директором Управления специальных планов (УСП) Пентагона, который обеспечивал разведывательную информацию. Он был нанят и подчинялся заместителю министра обороны США Дугласу Фейту (Douglas J. Feith) и Уильяму Лути (William J. Luti), но настоящим начальником Шульски мог быть кто-то и выше по должности, чем Фейт. Заместитель министра обороны Пол Вулфовиц выступал за создание провоенного Управления специальных планов, поскольку он «был в напряженных отношениях с ЦРУ». Гордон Митчелл написал в Quarterly Journal of Speech:

Грязная сомнительная разведывательная информация Шульски была куплена у Иракского национального конгресса Ахмада Чалаби и передана высшим официальным лицам, фундаментально изменив политику по многим вопросам от угроз ядерной программы Саддама Хусейна до издержек послевоенного восстановления Ирака.
Оригинальный текст (англ.)Shulsky’s cell stovepiped dubious intelligence purchased from Ahmad Chalabi’s Iraqi National Congress to senior administration officials, fundamentally distorting policy-making on topics ranging from the threat of Saddam Hussein’s nuclear program to the cost of postwar reconstruction in Iraq.

После того, как УСП получила контроль над предоставлением «разведывательной информации» для обеспечения вторжения в Ирак, многие ветераны разведки были принуждены уйти на пенсию либо переведены на другие позиции несмотря на долгие годы службы. Шульски разрабатывал «разведывательную информацию», получаемую Белым домом. Согласно подполковнику Карен Квятковской Шульски руководил УСП с конкретным планом с целью поддержки усилий своих коллег неоконсерваторов. Возглавляя УСП Шульский «писал доклады по Ираку, оружию массового поражения и терроризму» согласно строго контролируемым тезисам и утверждал их. Карен Квятковская охарактеризовала тезисы следующим образом:

Эти внутренние тезисы, по-видимому, представляли собой смесь из очевидных старых данных и отрывков разведывательной информации сомнительного происхождения. Они имели пропагандистский стиль, и всем сотрудникам было приказано использовать их дословно при подготовке любых отчетов для руководства Пентагона и внешним пользователям. Тезисы включали утверждения о склонности Саддама Хусейна к использованию химического оружия против своих собственных граждан и соседних стран, о наличии отношений с террористами из аль-Каиды, получающих медицинскую помощь в Багдаде, о его помощи палестинцам, о признаках агрессивного характера ядерной программы Саддама Хусейна, о прилагаемых усилиях использовать её против своих соседей или их передаче террористическим группам вроде аль-Каиды. Эти тезисы говорят о том, что он угрожает своим соседям и представляет серьёзную угрозу и для США…Тезисы представляли собой ряд сильных утверждений, написанных убедительно, и внешне казались разумными и рациональными. Саддам Хусейн использовал ядовитые газы против своих соседей, надругался над своими людьми, и продолжает это делать, став неотвратимой угрозой для своих соседей и для нас, — за исключением того, что ни один из его соседей или Израиль не чувствовал этого. Саддам Хусейн приютил террористов аль-Каиды и, возможно, предоставил им тренировочные базы, не говоря уже о том, что эти базы располагались в контролируемой курдами части Ирака. Саддам Хусейн разрабатывал и имел ОМУ того типа, который мог им использоваться совместно с аль-Каидой и другими террористами, чтобы атаковать и навредить американским интересам, американцам и США, — за исключением того, что разведывательная информация ничего из этого не подтверждала. Саддам Хусейн не был серьёзно ослаблен войной, санкциями и еженедельными взрывами за последние 12 лет, а на самом деле готовил заговор с целью навредить США и поддерживал антиамериканские мероприятия, частично через его контакты с террористами, — хотя разведка давала прямо противоположную информацию. Его поддержка палестинцев и Арафата доказывала его контакты с террористами, и что время действовать наступило.
Оригинальный текст (англ.)These internal talking points seemed to be a mélange crafted from obvious past observation and intelligence bits and pieces of dubious origin. They were propagandistic in style, and all desk officers were ordered to use them verbatim in the preparation of any material prepared for higher-ups and people outside the Pentagon. The talking points included statements about Saddam Hussein's proclivity for using chemical weapons against his own citizens and neighbors, his existing relations with terrorists based on a member of al-Qaida reportedly receiving medical care in Baghdad, his widely publicized aid to the Palestinians, and general indications of an aggressive viability in Saddam Hussein's nuclear weapons program and his ongoing efforts to use them against his neighbors or give them to al-Qaida style groups. The talking points said he was threatening his neighbors and was a serious threat to the U.S., too... The talking points were a series of bulleted statements, written persuasively and in a convincing way, and superficially they seemed reasonable and rational. Saddam Hussein had gassed his neighbors, abused his people, and was continuing in that mode, becoming an imminently dangerous threat to his neighbors and to us—except that none of his neighbors or Israel felt this was the case. Saddam Hussein had harbored al-Qaida operatives and offered and probably provided them with training facilities—without mentioning that the suspected facilities were in the U.S./Kurdish-controlled part of Iraq. Saddam Hussein was pursuing and had WMD of the type that could be used by him, in conjunction with al-Qaida and other terrorists, to attack and damage American interests, Americans and America—except the intelligence didn't really say that. Saddam Hussein had not been seriously weakened by war and sanctions and weekly bombings over the past 12 years, and in fact was plotting to hurt America and support anti-American activities, in part through his carrying on with terrorists—although here the intelligence said the opposite. His support for the Palestinians and Arafat proved his terrorist connections, and basically, the time to act was now.

Джордж Пакер, Франклин Фоер из The New Republic и Митчелл сравнивали ошибки УСП с проблемами Группы B управления сравнительного анализа из 1970-х, а Митчелл отмечал, что Шульски «работал в комитете разведки Сената США, который рассматривал оригинальные задания Группы B во времена холодной войны».
В 2006 году Шульски работал в Пентагоне в иранском управлении в качестве «старшего советника заместителя министра обороны по политическим вопросам со специализацией на вопросах Ближнего Востока и терроризма». Мэри Луиз Келли из NPR отмечала некоторое беспокойство сотрудников ЦРУ, что он занимал это позицию. Пол Кругман из The New York Times спрашивал: «Зачем Пентагон назначил человека, который всё испортил в Ираке, во главе разведки по Ирану?»
В 2010 году Шульски работал старшим научным сотрудником в Институте Хадсона.

## Политические взгляды
Шульски, штрауссианец, считает, что Лео Штраус создал альтернативу доминирующему методу анализа американской разведки, известному как «социально-научный метод», подход развитый Шерманом Кентом, бывшим профессором истории Йельского университета и членом управления стратегических служб эпохи Второй мировой войны (предшественника ЦРУ). Шульски критикует социально-научный метод за его подверженность к ошибкам зеркального отображения (более подробно см. Cognitive traps for intelligence analysis). В книге Silent Warfare Шульски и Шмитт написали, «социальная наука может предоставить факты … но политики обладают монополией на выбор требуемой цели».
Шульски выступает за модель военной разведки, «в которой разведчик работает на командира, а не как независимое агентство разведки». «Он может перебирать агентства разведки ради требуемой командиру информации и отражать приоритеты командира на собранную разведывательную информацию», — пишут Шульски и Шмитт в Silent Warfare. Кроме того, «в качестве вспомогательной роли, разведка должна сосредоточить свои усилия на поиске и анализе информации, относящейся к проводимой политике», поскольку «истина не является целью» разведывательных операций, а только «победа». В отличие от этого, в параграфе о взглядах Шульски Майкл Уорнер из аппарата истории ЦРУ пишет: «Целью разведки является истина», но соглашается с идеей Шульски, что секретность свойственна разведке.
В статье 1999 года «Leo Strauss and the World of Intelligence (By Which We Do Not Mean Nous)», также в соавторстве со Шмиттом, Шульски пишет, что «взгляды Штрауса определённо возвестили о возможности, что политическая жизнь может быть тесно связана с обманом. Действительно, можно предположить, что обман является нормой в политической жизни, и надежда, не говоря уже об ожиданиях, политической деятельности, что можно без него обойтись, является исключением».

## Публикации
- The United States and Asia: Toward a New U.S. Strategy and Force Posture, Project Air Force Report with Zalmay Khalilzad and David T. Orletsky (RAND Corporation, 2001)
- Deterrence Theory and Chinese Behavior (RAND Corporation, 2000)
- Patterns in China’s Use of Force: Evidence from History and Doctrinal Writings with Mark Burles (RAND Corporation, 2000)
- The US and a Rising China: Strategies and Military Implications with Zalmay M. Khalilzad, Daniel L. Byman, Roger Cliff, David T. Orletsky, David Shlapak, and Ashley J. Tellis (RAND Corporation, 1999)
- Leo Strauss and the World of Intelligence (By Which We Do Not Mean Nous), with Gary J. Schmitt in Leo Strauss, the Straussians, and the American Regime[18] edited by Kenneth L. Deutsch and John Albert Murley (Rowman & Littlefield, 1999)
- The «Virtual Corporation» and Army Organization, with Francis Fukuyama (RAND Corporation, 1997)
- Preparing the U.S. Air Force for Military Operations Other Than War, with Vick Alan and John Stillion (RAND Corporation, 1997)
- Silent Warfare: Understanding the World of Intelligence, with Gary J. Schmitt (1991)